# Villa des Entrepreneurs
La villa des Entrepreneurs est une voie du 15e arrondissement de Paris, en France.

## Situation et accès
La villa des Entrepreneurs est une voie publique située dans le 15e arrondissement de Paris. Elle débute au 40, rue des Entrepreneurs et se termine en impasse.

## Origine du nom
Elle doit son nom au voisinage de la rue des Entrepreneurs.

## Historique

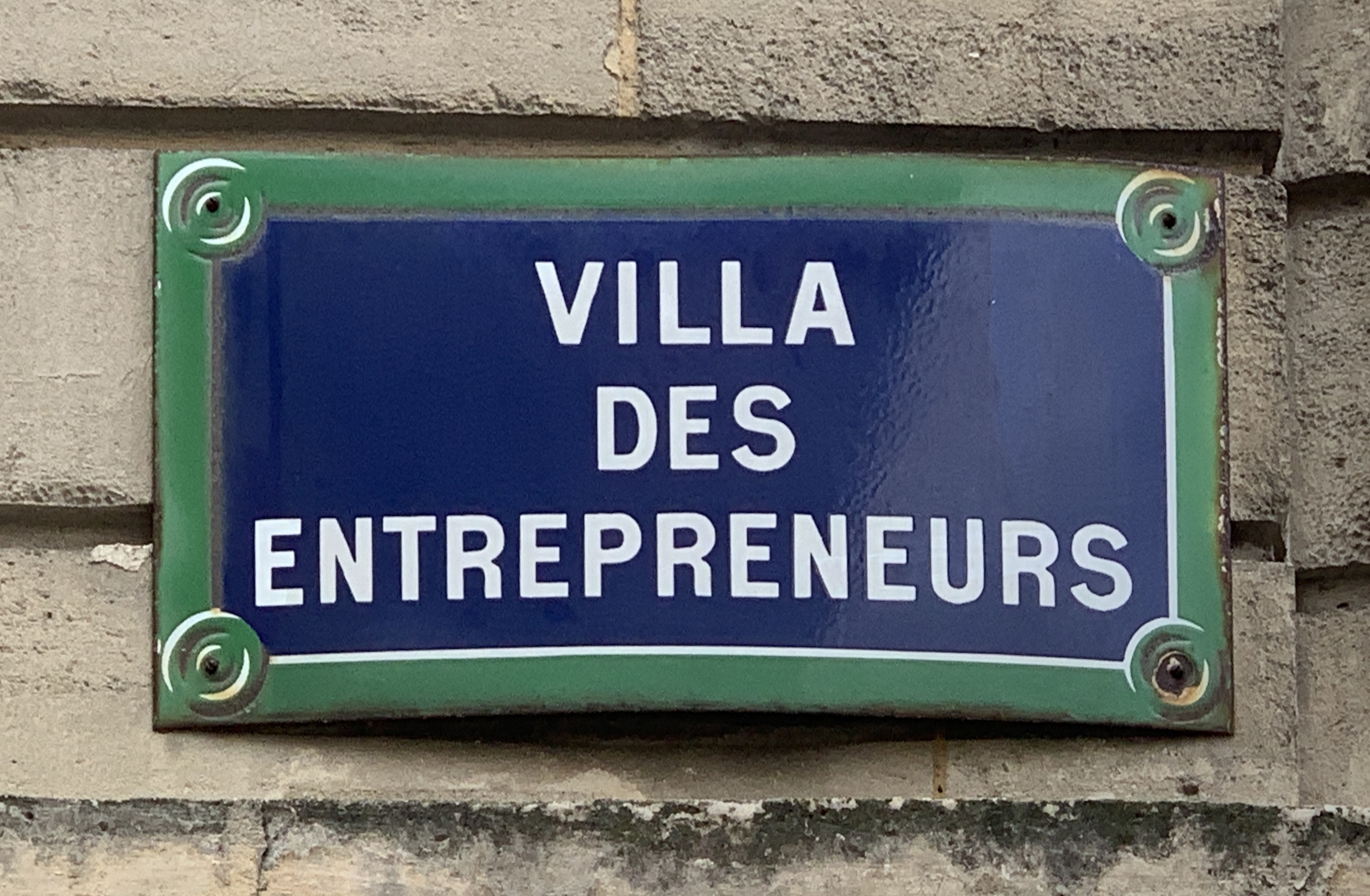
Plaque de la voie.